# Куприкова залоза
Куприкова залоза — залоза, яку мають більшість птахів і що виділяє олію (куприкову олію), яку птахи використовують при догляданні за своїм пір'ям. Головними складовими компонентами цієї олії є діестери восків, так звані урорігіоли.
Залоза знаходиться в основі хвоста та складається з двох симетричних частин. Олія з кожної частини виділяється на поверхні шкіри через соскоподібну бруньку. Птахи зазвичай розподіляють цю олію по всій поверхні пір'я за допомогою тертя голови спочатку навпроти залози, а потім по всьому тілу. Частини тіла біля хвоста найчастіше змазуються за допомогою дзьоба.
Не всі птахи мають куприкову залозу, відомими винятками є ему, страуси і дрофи, також як і деякі голуби. Ці птахи зазвичай використовують інші засоби залишатися сухими та чистими, наприклад, піскові ванни. З іншого боку, куприкова залоза найрозвиненіша у водоплавних птахів, таких як качки (проте не баклани, які також переважно водні). Водовідштовхувальний ефект, хоча і є важливою причиною використання цієї залози, не є єдиним, важливим також є надання електростатичного заряду пір'ю через тертя.
Під час приготування водоплавних птахів у їжу, куприкова залоза зазвичай вирізається через характерний запах плісняви та протухлої їжі.